# William Lafayette Strong

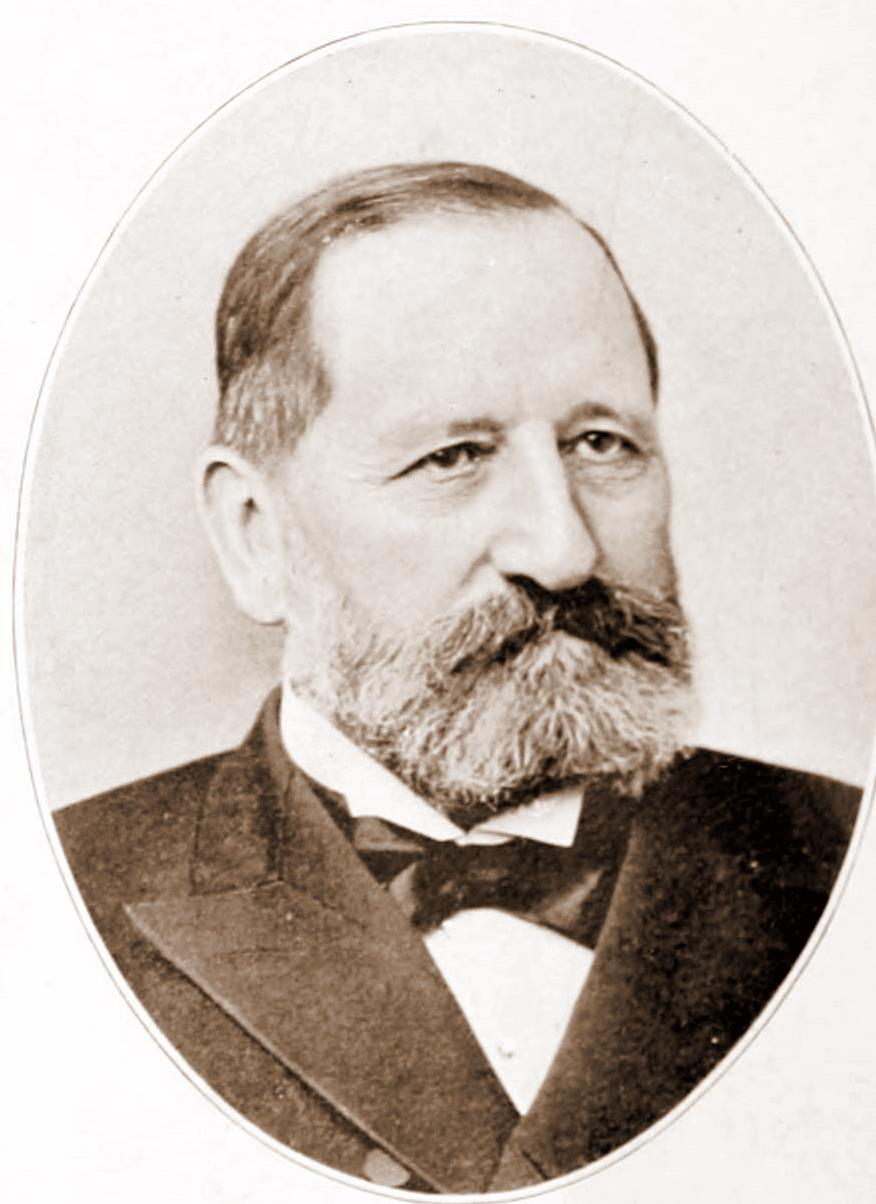
William Lafayette Strong

William Lafayette Strong (* 22. März 1827 im Richland County, Ohio; † 2. November 1900 in New York City) war ein US-amerikanischer Politiker. In den Jahren 1895 bis 1897 war er Bürgermeister der Stadt New York.

## Werdegang
William Strong wuchs in Ohio auf, wo er mit Kurzwaren handelte. Ab 1853 war er in der gleichen Branche in New York City tätig. Im Jahr 1869 wurde er Leiter seiner eigenen Firma, der William L. Strong & Co. Dann stieg er in das Bankgewerbe ein und wurde Präsident zweier Banken. Überdies wurde er Direktor bei der Eisenbahngesellschaft Erie Railroad. Politisch schloss er sich der Republikanischen Partei an. Im Jahr 1882 kandidierte er erfolglos für das  Repräsentantenhaus der Vereinigten Staaten.
1894 wurde Strong als Kandidat der kurzlebigen Fusion Party, einem taktischen Zusammenschluss der Republikaner mit den Teilen der Demokratischen Partei, die sich der Gesellschaft von Tammany Hall widersetzten, zum Bürgermeister der Stadt New York gewählt. Dieses Amt bekleidete er zwischen 1895 und 1897. Das Stadtgebiet von New York erstreckte sich bis 1898 im Wesentlichen auf den heutigen Stadtteil Manhattan. Nach der Fusion mit der Bronx, Brooklyn, Queens und Staten Island im Jahr 1898 entstand das New York in seinen heutigen Grenzen. Strong war der letzte Bürgermeister vor der Vereinigung. In dieser Funktion führte er einige Reformen durch. So wurde der Bildungsausschuss reformiert und kleinere Parks angelegt. Er berief Theodore Roosevelt zum Polizeichef der Stadt. Im Jahr 1896 wurde eine Schulreform durchgeführt.
Nach dem Ende seiner Zeit als Bürgermeister ist er politisch nicht mehr in Erscheinung getreten. Er starb am 2. November 1900 in New York.